# Commotria
Commotria é um gênero de mariposa pertencente à família Crambidae.